# Zattera della Medusa
Zattera della Medusa (Le Radeau de la Méduse) è un film del 1994 diretto da Iradj Azimi.
La pellicola è ispirata ad una storia vera ed al dipinto La zattera della Medusa di Théodore Géricault.

## Trama
1816. Dopo Waterloo, Luigi XVIII torna sul trono di Francia. De Rochefort parte per il Senegal con la fregata La Méduse, agli ordini del comandante Chaumareys, con a bordo il futuro governatore del Senegal, Julien Schmaltz, accompagnato dalla moglie Reine Schmaltz e dalla loro figlia. Molto rapidamente il clima di questa spedizione ufficiale si carica di sospetto e di odio. Scoppiano tensioni tra Chaumareys ed il tenente Coudein. L'autorità di Chaumareys causa l'arenarsi della nave. Lo sgombero dei passeggeri privilegiati, tra cui Chaumareys, Schmaltz e la sua famiglia, avviene su barche di salvataggio, mentre 149 marinai e soldati si stipano su una zattera.